# Gabriela Szabo
Gabriela Szabo (Bistriţa, 14 de novembro de 1975) é uma corredora de fundo e meio-fundo romena, campeã olímpica e mundial de atletismo.
Descoberta aos 12 anos em competições escolares, praticante de natação e ginástica, depois competidora dos 1500, 3000 e 5000 m no atletismo, Szabo apareceu na cena internacional quando foi campeã mundial júnior dos 3000 m em 1994, no evento disputado em Lisboa. Bicampeã mundial dos 5000 m e campeã dos 1500 m nos mundiais de Atenas 1997, Sevilha 1999 e Edmonton 2001, o ano de 1999, um ano antes de se tornar campeã olímpica, foi o mais completo em triunfos em toda sua carreira. Além do título mundial dos 5000 m, Szabo foi bicampeã mundial indoor nos 1500 e 3000 m, venceu a Golden League e foi considerada a Atleta do Ano pela IAAF.
Sua primeira participação em Jogos Olímpicos foi em Atlanta 1996, quando ficou com a medalha de prata nos 1500 m. Quatro anos depois, em Sydney 2000, conquistou o ouro nos 5000 m - com o novo recorde olímpico de 14m40s80 - e o bronze nos 1500 m.
No Campeonato Mundial de Atletismo em Pista Coberta, foi tricampeã dos 3000 m em Barcelona 1995, Paris-Bercy 1997 e  Maebashi 1999. Esta prova, porém, deixou de ser uma distância olímpica em Barcelona 1992, o que a fez passar para os 5000 m em Olímpíadas, disputando-as apenas nos mundiais indoor e em eventos específicos em estádios abertos.
Casada com o único técnico que teve em toda sua carreira, Zsolt Gyöngyössy, o mesmo treinador que a descobriu na adolescência, retirou-se das pistas em 2005, alegando problemas de saúde e cansaço físico que prejudicavam seu desempenho e alto nível nas competições internacionais.
Suas melhores marcas nas provas em que conseguiu suas maiores glórias esportivas são de 3:56.97 para os 1500 m, 8:21.42 para os 3000 m e 14:31.48 para os 5000 metros.